# ESO 510-G13
ESO 510-G13 es una galaxia espiral a unos 150 millones de años luz de distancia en la constelación de Hidra. La nube de polvo ecuatorial está fuertemente deformada; esto puede indicar que ESO 510-G13 ha interactuado con otra galaxia. Si este es el caso, proporcionaría una excelente ilustración de la distorsión provocada por galaxias interactuantes.
Esta galaxia fue examinada por el Telescopio Espacial Hubble en 2001.